# ألفرد فينر
ألفرد فينر (بالألمانية: Alfred Wiener)‏ (و. 1885 – 1964 م) هو صحفي ألماني، ولد في بوتسدام، توفي في لندن، عن عمر يناهز 79 عاماً.

## جوائز
حصل على جوائز منها:

وسام صليب القائد من رتبة استحقاق من جمهورية ألمانيا الاتحادية

## روابط خارجية
- ألفرد فينر على موقع مونزينجر (الألمانية)